# 慕容詳
慕容 詳（ぼよう しょう、? - 建始元年（397年））は、五胡十六国時代の後燕の僭称皇帝（在位：397年）。燕文明帝慕容皝の曾孫。

## 生涯
恵愍帝慕容宝から開封公に封じられており、中山を守っていた。その後、慕容宝に逆らった清河王慕容会が中山に逃げてくると、これを殺害した。
永康2年（397年）3月、慕容宝が北魏軍に敗れて薊に逃れた際、慕容詳は中山で燕帝を僭称し、百官を置いて年号を建始とした。しかし、その悪政ぶりに餓死者が数10人となり、9月、慕容麟の率いる丁零の衆に攻め込まれ、親党300余人とともに殺された。

## 参考資料
- 『晋書』（載記第二十四）